# 基斯通湖
基斯通湖（英語：Keystone Lake）是美国奧克拉荷馬州东北部的一座人工湖，由1968年建成的基斯通大坝（英語：Keystone Dam）拦截锡马龙河和阿肯色河交汇处而成，距离塔爾薩37 km，主要作用是防洪、水力发电、野生动物保护和市民休闲娱乐。